# Bottle Universe
Bottle Universe is een studioalbum van Michael Daniel, toen nog opererend onder de naam Hashtronaut. Hij bespeelde zelf alle instrumenten. Daniel is een vertegenwoordiger van de elektronische muziek van de Berlijnse School.  Het album bestaat uit twee lange tracks.
Bottle Universe bestaat uit onderdelen, maar wordt in een keer doorgespeeld: Tracking lost transmissions, The gateway, Falling through the long tunnels, Void intersection, Slipping back in en Ion field disruption. In de eerste acht minuten is er sprake van de zweverige muziek zonder enig ritme en melodie. Na die acht minuten springt direct de sequencer de muziek in; bij anderen in het segment laten ze hem meestal langzaam opkomen. Deze agressieve sequencer geeft de muziek haar impuls tot de 20e minuut, waarin zij ten onder gaat. Echter even later is het weer raak; opnieuw een stevig klinkende sequencer voert het werk naar het eind.
Mindbomb begint met een beetje geëxperimenteer met bliepjes en elektronicageluiden zonder enige houvast. Langzamerhand komt er wat vastigheid in de muziek. Hier komt (opnieuw na 8 minuten) de sequencer langzaam op. Mindbomb bestaat uit drie segmenten: Mindbomb, Past the known edge of thought en Neurofade. 
Het album is opgenomen in de Lunar Sound Studio in Liverpool, de woonplaats van Hashtronaut.

## Musici
- Michael Daniel – synthesizers, elektronica

## Tracklist
| Nr. | Titel           | Duur  |
| --- | --------------- | ----- |
| 1.  | Bottle Universe | 35:58 |
| 2.  | Mindbomb        | 38:13 |

Het album is alleen nog verkrijgbaar als cd-r of als download.